# Зерницкий, Влад
Влад Зерницкий (ивр. ולאד זרניצקי‎; род. 15 апреля 1963, Жданов, Донецкая область, Украинская ССР, СССР, с 1994 живёт в Израиле) — популярный израильский композитор, певец, конферансье, телерадиоведущий, журналист, главный редактор «Первое радио 89.1FM».

## Творческая биография
Родился 15 апреля 1963 года, в Жданове, в еврейской семье Ильи Давидовича Зерницкого и Валентины Сергеевны Абрамович. Окончив музыкальную школу по классу фортепиано в 1976 году, впервые сыграл в городском Доме пионеров на ударных инструментах в вокально-инструментальном ансамбле «Аэлита». Далее выступал в группе «Лирники» Дома культуры комбината «Азовсталь» и впоследствии в разных коллективах города Жданов.
Окончив среднюю школу № 5, в 1980 году поступил в Челябинское высшее военное автомобильное инженерное училище, которое окончил в 1985 году и став офицером, служил в Советской Армии (на Украине, в РВСН) до июля 1994 года.
Параллельно с этим стал лауреатом смотров художественной самодеятельности Уральского военного округа. Занимался музыкой, играя в разных группах, ВИА и коллективах на ударных и клавишных инструментах в ресторанах и на свадьбах.

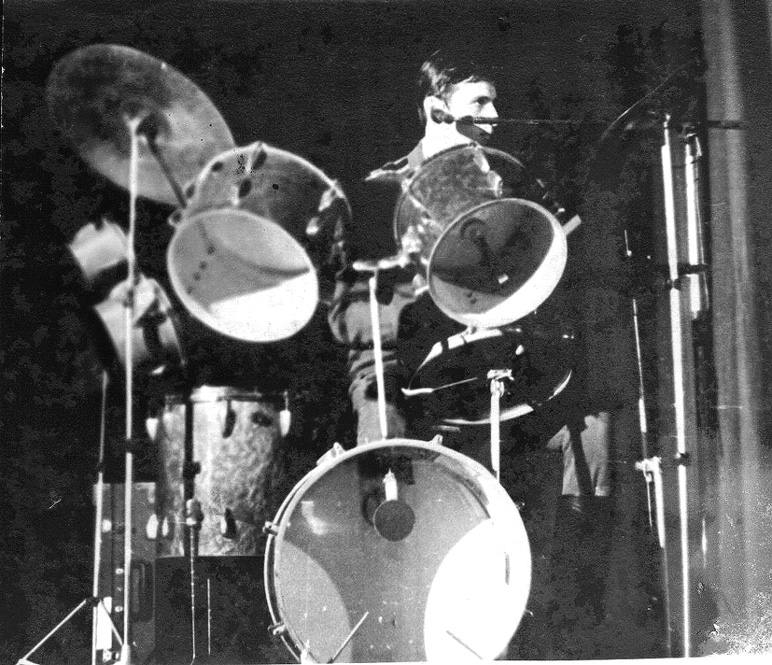
ВИА Челябинского высшего военного автомобильного инженерного училища. 1982 год

В 1989 году, в Виннице познакомился и начал сотрудничать с Александром Кальяновым. Написал несколько песен для его альбома «Ночной патруль». В октябре 1994 года репатриировался в Израиль. И практически с первого дня пребывания, пел в ресторанах и на концертных площадках Израиля. В 1997 году участвовал в шести концертах «Большие звёзды маленькой страны» по всему Израилю, исполняя свои песни.
В 2000 году начал работать в качестве ведущего и автора программ на нелегальной русскоязычной, израильской радиостанции, продолжал записывать новые песни и исполнять их.
В качестве режиссёра и продюсера поставил несколько шоу-программ и эстрадных концертов на сценах Израиля. С октября 2002 года стал работать ведущим программы «Большие парни» на музыкальной израильской русскоязычной радиостанции «Первое радио 89.1FM». С мая 2003 года — исполнительный директор, а с марта 2009 года — главный редактор этой радиостанции. Сегодня он ведущий ряда программ в радиоэфире, автор и исполнитель своих песен, ведущий интернет-телепроекта "Прямой эфир с Владом Зерницким"
Влад Зерницкий побывал с концертами в России, Белоруссии, Литве, Греции, Турции, Болгарии, Кипре, Германии, Мексике, Канаде и США

## Дискография
1. 2017 — Не волнуйтесь (коллекция №1)
2. 2012 — Визитная карточка
3. 2008 — Четыре страницы
4. 2004 — Невезучий

## Новые песни
1. 2025 — «Небеса всего дороже»
2. 2022 — «Чи знала Марiя ?» (версия на украинском)
3. 2022 — «Город Марии» (версия на русском)
4. 2022 — «Не могу без тебя»
5. 2021 — «Я и папа» (дуэт с засл.артистом Украины Дмитрием Гершензоном)
6. 2020 — «Ты помнишь» (украинская и русская версии)
7. 2019 — «Другу»
8. 2018 — «Не волнуйтесь»

## Клипы
1. Визитная карточка
2. Ти пам'ятаєш (Ты помнишь) Архивная копия от 4 декабря 2020 на Wayback Machine (2020)
3. Апрельская сказка для детей в период пандемии
4. Концерт в Нью-Йорке (США, 2019)
5. Не волнуйтесь. Коллекция №1 (2017)

## Телевидение

На съёмках программы "Домашнее задание"

С мая 2006 года по ноябрь 2009-й являлся ведущим программы «Новый день» на 9-м канале израильского телевидения. Был ведущим первого сезона (2008—2009) развлекательной программы «Домашнее задание».
Первые три года соведущей Влада была Анастасия Михаэли, далее небольшой рабочий период с ведущей Ириной Арэль и с декабря 2008 года соведущей программы «Новый день» стала Светлана Сковпень.
Так же Влад Зерницкий был ведущим спецпроектов канала: «Золотая девятка», «День Независимости» и «Новогодняя ночь на 9-м». С 2017 года ведущий интернет-телепроекта "Прямой эфир с Владом Зерницким"

## Интервью и фрагменты передач
- После Зеленского жду в гости Пугачеву (Израиль, 2023)
- Я-человек не командной игры (Израиль, 2023)
- Получилось в Израиле. Интервью Павлу Гительману (Израиль, 2022)
- Честное интервью. Проект "Твоя цель" (Израиль, 2020) Архивная копия от 15 ноября 2020 на Wayback Machine
- Интервью для проекта "Лица" (часть первая) (Израиль, 2019)
- Интервью для проекта "Лица" (часть вторая) (Израиль, 2019)
- Минская волна (Минск, 2019)
- Радио "Дэвидзон" (Нью-Йорк, 2019)
- Радио "Шансон" (Киев, 2018)
- Ночной эфир на радио "РЭКА" (Израиль, 2017) Архивная копия от 21 февраля 2019 на Wayback Machine
- "Топ тема" (Львов, 2016) Архивная копия от 10 марта 2017 на Wayback Machine
- Эхо Москвы (Москва, 2013)
- На канале «Ля минор» (Москва, 2009)
- "Домашнее задание" 9-й канал (Израиль, 2009)

## Радио

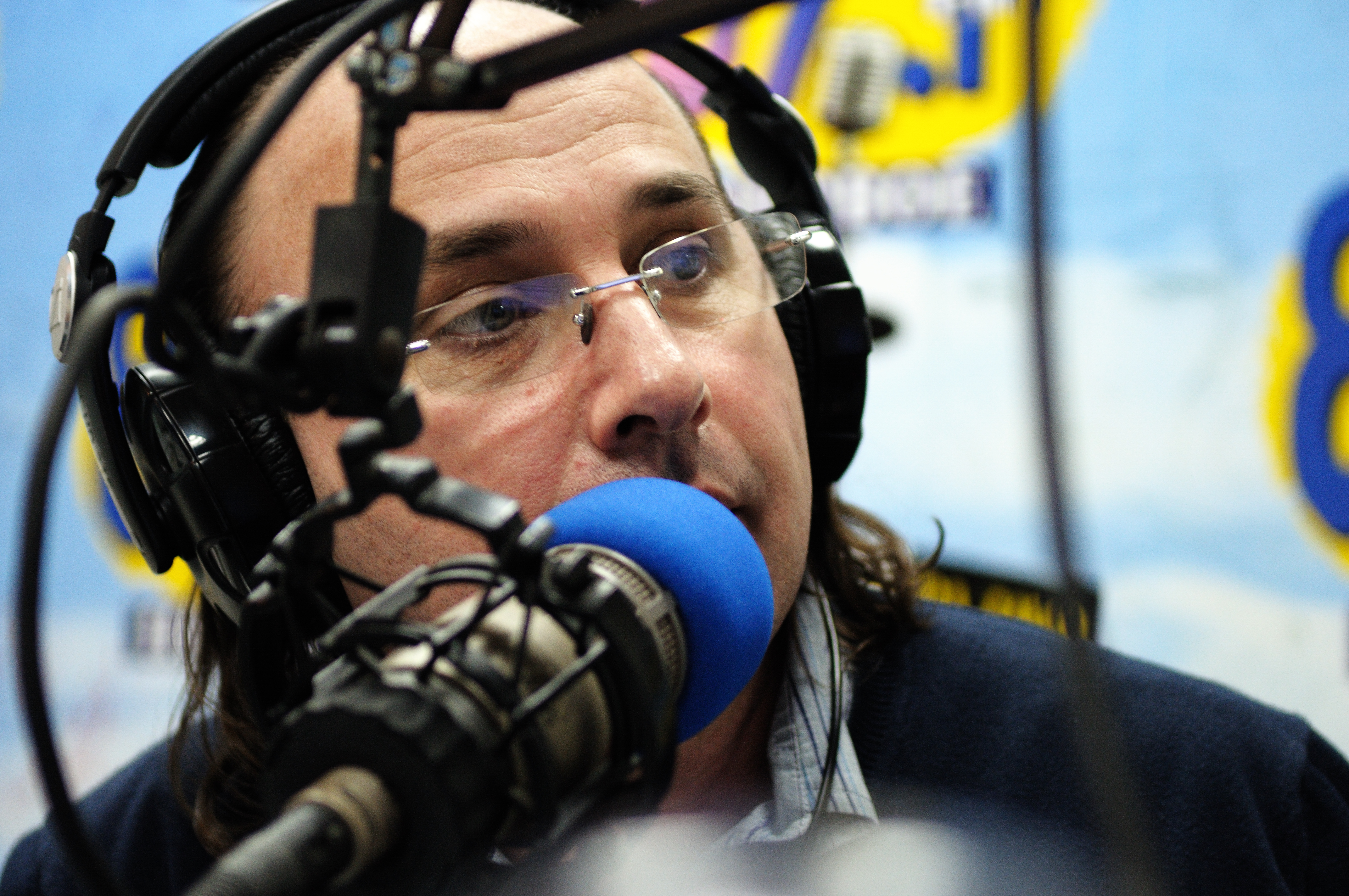
В эфире на "Первом радио 89.1" (Израиль)

В 1999 году Влада Зерницкого пригласили в качестве ведущего на радиостанцию «Спутник» (Израиль). Летом 2022 года он переходит работать на «Первое радио 89.1FM» Архивная копия от 16 марта 2022 на Wayback Machine, где становится ведущим программ, а 1 мая 2003 года его назначают на должность исполнительного директора. В марте 2009 года Влад становится главным редактором «Первого радио», где работает и сегодня
Список радиопрограмм, которые ведёт Влад:
1. воскресенье, (14:00) — Без выгоды
2. воскресенье, вторник, четверг (15:00) — 101-й км
3. понедельник, среда (15:00) — Картина маслом
4. вторник (16:00) — Картина маслом
5. среда (16:00) — Гостиный двор

## Театр
С декабря 2007 года играл в труппе ашдодского городского театра «Контекст». Сыграл главную роль журналиста Леонида в пьесе Давида Кона «Театральный детектив» и роль Авигдора Брука в спектакле-комедии «Размороженный». 
С августа 2010 года был приглашён в труппу театра «Матара». В 2012 году сыграл роль репатрианта Николая в спектакле "Кальмар" (антреприза). В 2014 году сыграл роль Художника в мюзикле "Собаки", поставленного в израильском ТЮЗе Шауля Тиктинера. Зимой 2022 года был приглашён на главную роль в спектакль "Фальшивая нота" по пьесе французского драматурга Дидье Карона, поставленного в театре "Портрет" (режиссёр Григорий Грумберг). Премьера состоялась 14 июля 2022 года

## Кино
- 2010 — «Мой дедушка моложе меня» (Авигдор Брук)

## Семья
- Брат  — Зерницкий, Давид Ильич (1951).
- Сестра (по матери) — Давидич, Людмила Григорьевна (1949).
- Жена  — Зерницкая, Вита Анатольевна (род. 1966).
  - Дочь — Авидан, Ксения Владимировна (род. 1985).

## Интересные факты
- Первоначально фамилия Влада содержала букву Е и звучала, как «Езерницкий», но его отец попав в плен к немцам во время Второй мировой войны изменил имя и фамилию, чтобы выжить. Такая же фамилия была у десятого премьер-министра Израиля Ицхака Шамира
- Основная профессия, которую Зерницкий получил и отдал ей в общей сложности 14 лет, не имеет отношения к творчеству[1]-он военный офицер-автомобилист[2].
- В Израиле Влада часто принимают за владельца футбольного клуба «Маккаби» (Нетания) Даниеля Ямера[3] из-за поразительного внешнего сходства.
- С 2010 года Влад Зерницкий является официальным голосом[4] телефонной компании Безек на русской улице в Израиле.
- За 2.5 года эфира программы знакомств «Раз и навсегда» на Первом радио, автором и ведущим которой являлся Влад, образовалось как минимум четыре семьи, путь которых начался на радио
- На съёмках программы «Домашнее задание» для телеканала Израиль плюс (9-й канал), которую вел Влад Зерницкий, ему пришлось на полной скорости разворачиваться на автомобиле на 180 градусов, подниматься на пожарной вышке, спасаться от буйволов и плутать в лабиринтах старого Яффо. На съемках программы Зерницкий едва не утонул в реке Иордан[5].
- Влад Зерницкий является участником и капитаном сборной «Первого радио» по футболу[6].
- С 2014 по 2019 годы Влад Зерницкий был официальным лицом и голосом компании "Картина ТВ" (Израиль) Архивная копия от 3 мая 2016 на Wayback Machine

## Пресса
1. "Эра радио не прошла" Архивная копия от 12 июня 2021 на Wayback Machine
2. "Его Величество случай" Архивная копия от 11 апреля 2021 на Wayback Machine
3. «Мой друг — художник и поэт… (ЖЗЛ)»
4. «От звезд на погонах к звезде эстрады» Архивная копия от 11 мая 2021 на Wayback Machine
5. «В Израиле шансон начался с религиозной радиостанции» Архивная копия от 11 мая 2021 на Wayback Machine
6. «Четыре страницы (после концерта Влада Зерницкого)»
7. «Визави с Владом Зерницким»
8. «От Стены Плача до Царь-пушки. Влад Зерницкий поёт в Кремле» Архивная копия от 10 июня 2015 на Wayback Machine
9. «Я не лукавлю» Архивная копия от 10 июня 2015 на Wayback Machine

### Официальные
- Telegram-канал Влада Зерницкого Архивная копия на Wayback Machine
- Официальный сайт Влада Зерницкого Архивная копия от 13 сентября 2009 на Wayback Machine
- Сайт «Первого радио 89.1FM» Израиль Архивная копия от 16 марта 2022 на Wayback Machine
- Официальная страница в Фейсбуке
- Официальный Твиттер Архивная копия от 11 августа 2014 на Wayback Machine
- Официальный канал Youtube Архивная копия от 10 марта 2016 на Wayback Machine
- Официальный Инстаграм Архивная копия от 8 февраля 2015 на Wayback Machine
- Фото для прессы и афиш

### Неофициальные
- Влад Зерницкий в персоналиях портала шансона